# Zagloba ornata
Zagloba ornata är en skalbaggsart som först beskrevs av Horn 1895.  Zagloba ornata ingår i släktet Zagloba och familjen nyckelpigor. Inga underarter finns listade i Catalogue of Life.